# غهونغات

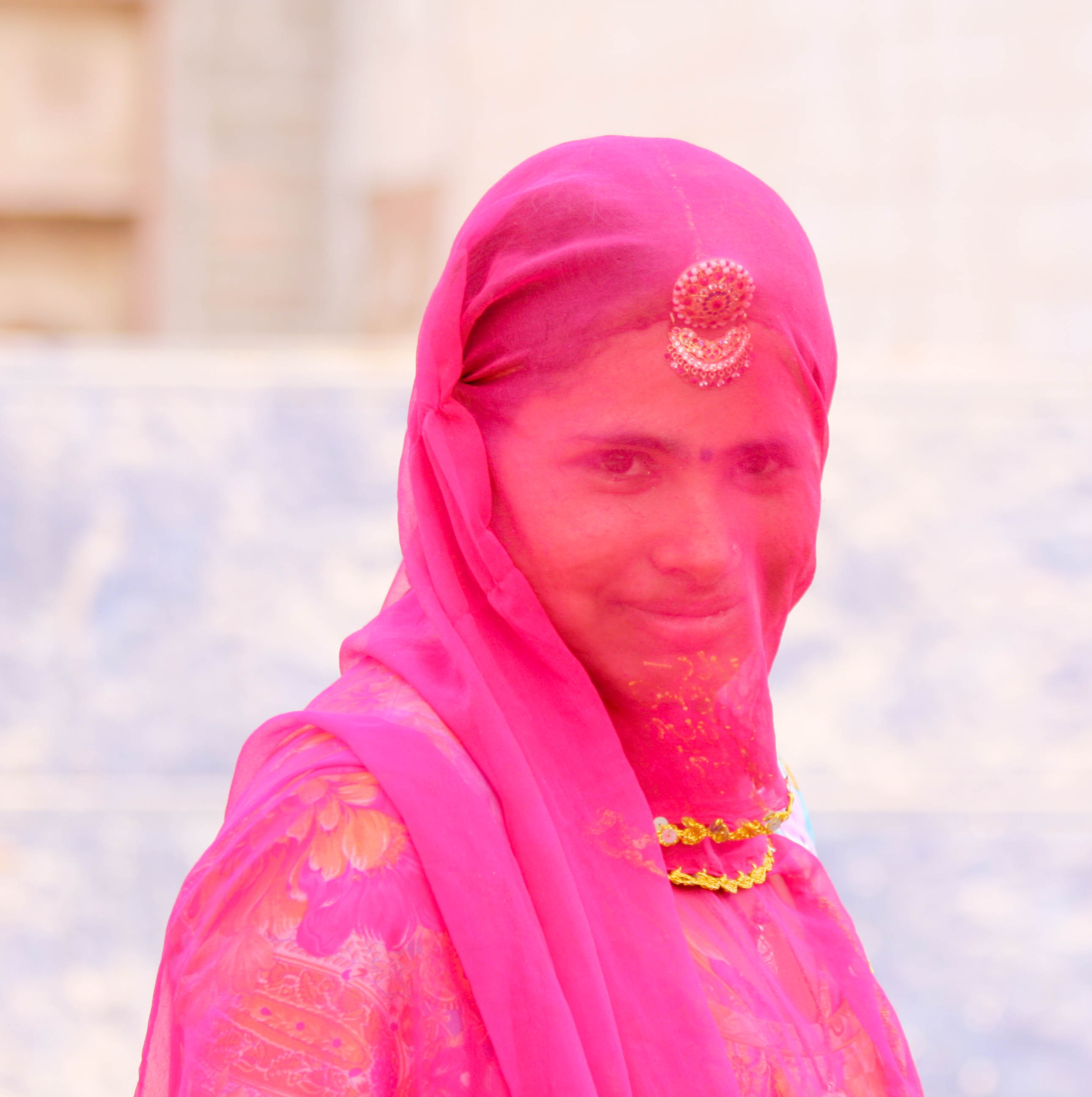
امرأة هندوسية ترتدي حجاب غونغات.

غهونغات أو غونغات (بالإنجليزية: Ghoonghat)‏، هو غطاء للرأس (حجاب) أو طرحة، ترتديه في المقام الأول في شبه القارة الهندية، بعض النساء المتزوجات من الهندوس والجاين والسيخ لتغطية رؤوسهن، وفي كثير من الأحيان وجوههن. عادة، ما يقمنَ بلف الطرف الفضفاض من الساري، المعروف باسم آنشال أو بالو، على رؤوسهن ووجوههن ليكون بمثابة غونغات. وبالإضافة إلى ذلك، كثيرًا ما يتم استخدام وشاح طويل يسمى دوباتا باعتباره غونغات.
في الهند القديمة، كانت هناك بعض الممارسات المرتبطة بالحجاب، والتي عُرفت فيما بعد باسم "غونغات". ومع ذلك، تجدر الإشارة إلى أنه بدءًا من القرن الأول قبل الميلاد تقريبًا، بدأت مجموعات معينة في المجتمع تدعو المتزوجات إلى ارتداء الحجاب. لا يوجد دليل على أن قسمًا كبيرًا من المجتمع التزم بالحجاب الصارم حتى العصور الوسطى. وقد تبلورت هذه الممارسة كما نعرفها اليوم إلى حد كبير بعد دخول الإسلام إلى شبه القارة الهندية. في الوقت الحاضر، يتركز تقليد النساء الهندوسيات اللاتي يرتدين الحجاب كجزء من ملابسهن اليومية بشكل رئيسي في منطقة الحزام الهندي في الهند. وهذا يشمل مناطق مثل هاريانا، وأوتاراخاند، وراجستان، وهيماشال براديش، ودلهي، وأوتار براديش، وماديا براديش، وغوجارات، وبيهار، وبعض أجزاء من السند والبنجاب. وقد تم إضفاء الطابع الرومانسي عليه وانتقاده في الأدب الديني والشعبي.